# سردار آباد بوکان
سردار آباد بوکان، روستایی از توابع بخش مرکزی شهرستان بوکان در استان آذربایجان غربی ایران است. روستای سردار آباد در فاصلهٔ ۴۰ کیلومتری از شهر بوکان واقع شده و در همجواری با روستاهای خانقاه، آشی‌گولان و طرغه قرار گرفته‌است.

## پیشینه
برخلاف آنچه در میان مردم این روستا جا افتاده‌است، «صدرآباد» یا سردرآباد صحیح نیست و نام «سردار آباد» با توجه به اسناد دورهٔ قاجار و پهلوی درست است. این روستا را سردار سیف الدین خان مکری فرزند عزیزخان مکری در دورهٔ ناصرالدین شاه قاجار بنا کرده‌است.
پاشاخان مکری ملقب به پاشاخان شجاع الملک (مظفرالدوله) فرزند فرخ خان مکری و برادر زادهٔ عزیزخان مکری در روستای سردار آباد دفن شده‌است. ژاک دو مورگان باستان‌شانس فرانسوی در سال ۱۸۹۰ میلادی که در کردستان مکری (مکریان) بود، به این روستا و کاخ آن اشاره کرده‌است.

## جمعیت
این روستا در دهستان ایل‌تیمور قرار دارد و براساس سرشماری مرکز آمار ایران در سال ۱۳۸۵، جمعیت آن ۳۷۲ نفر (۶۶ خانوار) بوده‌است.

## نگارخانه

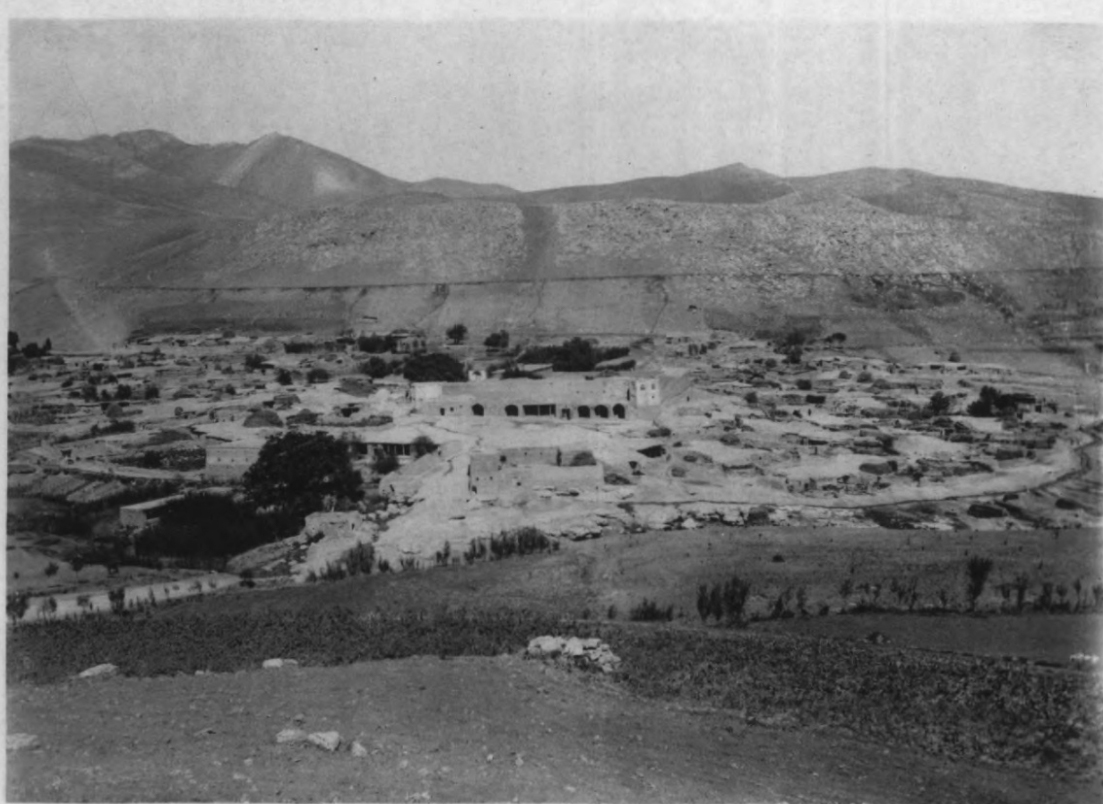
روستای سردار آباد. سال ۱۸۹۰ میلادی. عکس از دمورگان
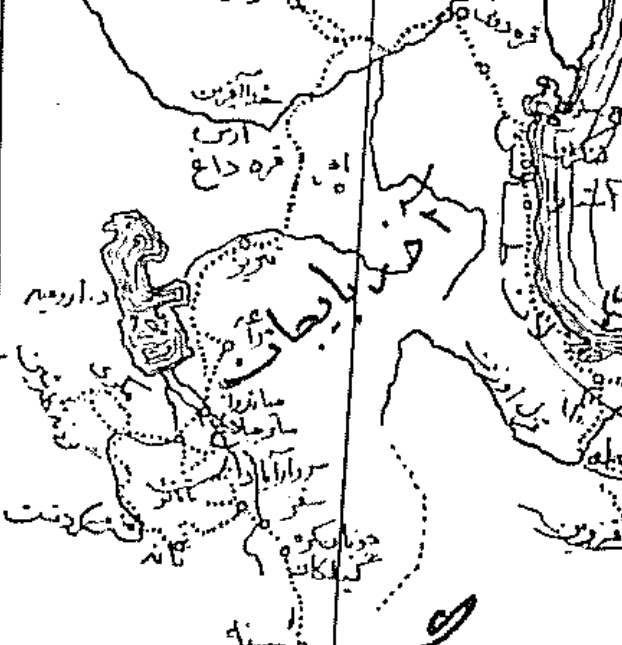
نقشه کردستان مکری که سردار آباد قید شده‌است. این نقشه توسط ژاک ژان ماری دو مورگان در سال ۱۸۹۳ میلادی ترسیم شده‌است.